# 伦贝格 (莱茵兰-普法尔茨州)
伦贝格是德国莱茵兰-普法尔茨州的一个市镇。总面积58.19平方公里，总人口3901人，其中男性1907人，女性1994人（2011年12月31日），人口密度67人/平方公里。